# Bruno Kernen
Bruno Kernen (Thun, 1972. július 1. –) világbajnok svájci alpesisíző.
Az elsősorban lesiklásban eredményes Kernen 1996 januárjában egymást követő két világkupa-versenyt is nyert fő számában a svájci Veysonnaz-ban. Egy évvel később a világbajnokságon lesiklásban arany, kombinációban ezüstérmet szerzett. 2003 januárjában a legendás wengeni lesiklást is megnyerte, egy hónappal később a világbajnokságon bronzérmes lett. Pályafutása végén két sikert ért el: 2006 tavaszán a torinói olimpián bronzérmes lett lesiklásban, 2007-ben még egy vb-bronzérmet szerzett, ezúttal szuperóriás-műlesiklásban.

## Világkupa-győzelmei

### Versenygyőzelmek
| Dátum            | Helyszín  | Szakág   |
| ---------------- | --------- | -------- |
| 1996. január 19. | Veysonnaz | Lesiklás |
| 1996. január 20. | Veysonnaz | Lesiklás |
| 2003. január 18. | Wengen    | Lesiklás |